# Szergej Boriszovics Ivanov
Szergej Boriszovics Ivanov (oroszul: Сергей Борисович Иванов; Leningrád, 1953. január 31. –) orosz politikus, a titkosszolgálattól került vezető állami pozíciókba. Tartalékos vezérezredes, az Oroszországi Föderáció Nemzetbiztonsági Tanácsának állandó tagja, 2016-ig Vlagyimir Putyin egyik legközelebbi munkatársa.

## Pályafutása
Leningrádban született 1953. január 31-én. A Leningrádi Állami Egyetem Bölcsészettudományi Karának fordítói szakán szerzett diplomát 1975-ben. A KGB-ben kezdte pályafutását, kb. két évig a szervezet egyik leningrádi alosztályán Vlagyimir Putyinnal együtt dolgozott. 1981-ben elvégezte a KGB főiskoláját. Finnországban, Kenyában dolgozott. 1991–1998 között a Külföldi Hírszerző Szolgálat (SZVR) szolgálatában állt.
1998-ban Putyin, a Szövetségi Biztonsági Szolgálat (FSZB) akkori igazgatója maga mellé vette elemző- és stratégiai tervező helyettesnek. 1999. november 15-én Jelcin elnök kinevezte az állambiztonsági tanács titkárává, majd másfél hónap múlva Jelcin átadta az elnöki hatalmat Putyinnak.
Szergej Ivanov 2001 márciusától védelmi miniszter, 2005 novemberétől emellett a kormányfő egyik helyettese is volt. 2007 februárjában mindkét beosztásából felmentették, egyidejűleg kinevezték a kormányfő első helyettesévé. Ebben a pozíciójában egyik fő feladata az erőszakszervezetek és a hadiipari komplexum felügyelete volt.
2016-ban felmentették a kancellária és az elnöki kabinet vezetése alól, és a közlekedésért és környezetvédelemért felelős különleges elnöki megbízottá nevezték ki, ami lényegében a nagypolitikából való távozását jelenti.

## Családja
Felesége vele egyidős, felsőfokú gazdasági végzettséggel rendelkezik. Két fiuk van: Alekszandr, aki 2005-ben halálra gázolt egy idős asszonyt, 2007 közepén egy bankban dolgozott; másikuk, Szergej ugyanekkor a Gazprom óriásvállalat bankjának elnökhelyettese volt.